# Hochschule für Soziale Arbeit der Fachhochschule Nordwestschweiz
Die Hochschule für Soziale Arbeit FHNW hat ihren Sitz in Olten. Die Forschung der Hochschule soll dazu dienen, die Praxis der Sozialen Arbeit aktuell und effektiv zu gestalten sowie zukunftsgerichtet zu entwickeln. Mit Dienstleistungen und Beratung will die Hochschule für Soziale Arbeit die professionelle Bearbeitung sozialer Problemlagen optimieren sowie die Steuerung und Gestaltung sozialer und organisationaler Prozesse qualitativ und quantitativ weiterentwickeln.

## Geschichte
Am 1. Januar 2006 ist die Fachhochschule Nordwestschweiz FHNW mit acht fachspezifischen Hochschulen, darunter die Hochschule für Soziale Arbeit FHNW, gestartet. Sie entstand aus der Fusion der Fachhochschule Aargau (FHA), der Fachhochschule beider Basel (FHBB), der Fachhochschule Solothurn (FHSO), der Pädagogischen Hochschule Solothurn sowie der Hochschule für Pädagogik und Soziale Arbeit beider Basel. Seit dem 1. Januar 2008 gehören auch die Musikhochschulen der Musik-Akademie der Stadt Basel zur FHNW. In der Hochschule für Soziale Arbeit FHNW sind die bisherigen Teilschulen in Basel, Brugg und Olten gebündelt und über die Standorte hinweg in fachlich-thematischen Instituten zusammengeführt worden.

## Institute
Neben dem standortübergreifenden Studienzentrum Soziale Arbeit werden sechs fachlich-thematische Institute geführt. Die Institute verschränken Forschung, Lehre und Dienstleistung in den Bereichen:
- Institut Beratung, Coaching und Sozialmanagement
- Institut Integration und Partizipation
- Institut Kinder- und Jugendhilfe
- Institut Professionsforschung und -entwicklung
- Institut Soziale Arbeit und Gesundheit
- Institut Sozialplanung, Organisationaler Wandel und Stadtentwicklung

## Angebot

### Ausbildung
Die Hochschule bietet ein Bachelor-Studium in Sozialer Arbeit (Bachelor of Arts) für die Berufsfelder Sozialarbeit und Sozialpädagogik sowie ein Master-Studium in Sozialer Arbeit (Master of Arts) mit Schwerpunkt Soziale Innovation an.

### Weiterbildung
Die Weiterbildungsprogramme knüpfen an Erkenntnisse und Erfahrungen der Praxis an. Sie umfassen eidgenössisch anerkannte Master of Advanced Studies (MAS), Diploma of Advanced Studies (DAS), Certificate of Advanced Studies (CAS) wie auch Fachseminare und Tagungen in den Themenfeldern:
- Behinderung und Integration
- Beratung und Coaching
- Change Management
- Eingliederungsmanagement
- Ethik
- Forschung
- Gesundheit
- Kinder und Jugendliche
- Methoden
- Migration
- Praxisausbildende in der Sozialen Arbeit
- Recht
- Sozialmanagement
- Sozialplanung
- Stadtentwicklung

### Forschung und Entwicklung
Forschung in der Sozialen Arbeit entwickelt Wissen über soziale Problemlagen sowie deren Bearbeitung im Hinblick auf das Ziel einer Förderung, Erhaltung bzw. Wiederherstellung einer selbstbestimmten Lebensführung. Die Forschungs- und Entwicklungstätigkeit der Hochschule für Soziale Arbeit FHNW umfasst 
- die Erforschung sozialer Probleme und der Lebenswelten von Adressatinnen und Adressaten der Sozialen Arbeit,
- die Untersuchung der Bearbeitung von Problemlagen durch die Soziale Arbeit und der Organisationen der Sozialen Arbeit sowie
- kooperative Entwicklungsarbeiten mit der Praxis mit dem Ziel, deren Angebote aktuell und effektiv zu gestalten sowie zukunftsgerichtet zu entwickeln und zu innovieren.